# A Pousa (Allariz)
A Pousa es un lugar situado en la parroquia de San Mamede de Urrós, del concello de Allariz, en la provincia de Orense, Galicia, España.